# کارلوس آلبرت
کارلوس آلبرت (اسپانیایی: Carlos Albert‎؛ زادهٔ ۱۰ ژوئیهٔ ۱۹۴۳) بازیکن فوتبال اهل مکزیک بود.
از باشگاه‌هایی که در آن بازی کرده‌است می‌توان به باشگاه فوتبال نیکاکسا اشاره کرد.
وی همچنین در تیم ملی فوتبال مکزیک بازی کرده‌است.